# Kleiner Strohberg
Der Kleine Strohberg ist eine Bodenerhebung im Gebiet der Stadt Quedlinburg in Sachsen-Anhalt.
Der Berg liegt westlich der historischen Altstadt Quedlinburgs, nordwestlich des Münzenbergs und erreicht eine Höhe von 169,4 Metern. Etwas nordwestlich des Kleinen Strohbergs liegt der etwas höhere Große Strohberg.
Im Jahr 1881 wurde auf der Südostflanke des Kleinen Strohbergs der Wasserturm auf dem Kleinen Strohberg errichtet.
Koordinaten: 51° 47′ N, 11° 8′ O